# Rotader-Sonnenzeiger
Der Rotader-Sonnenzeiger (Trithemis arteriosa) ist eine Libelle der Familie der Segellibellen (Libellulidae). Er trägt den Namen aufgrund der roten Äderung seiner Flügel und der bei großer Hitze eingenommenen Obelisk-Stellung, bei der der Hinterleib nach oben der Sonne entgegengestreckt wird.

## Merkmale

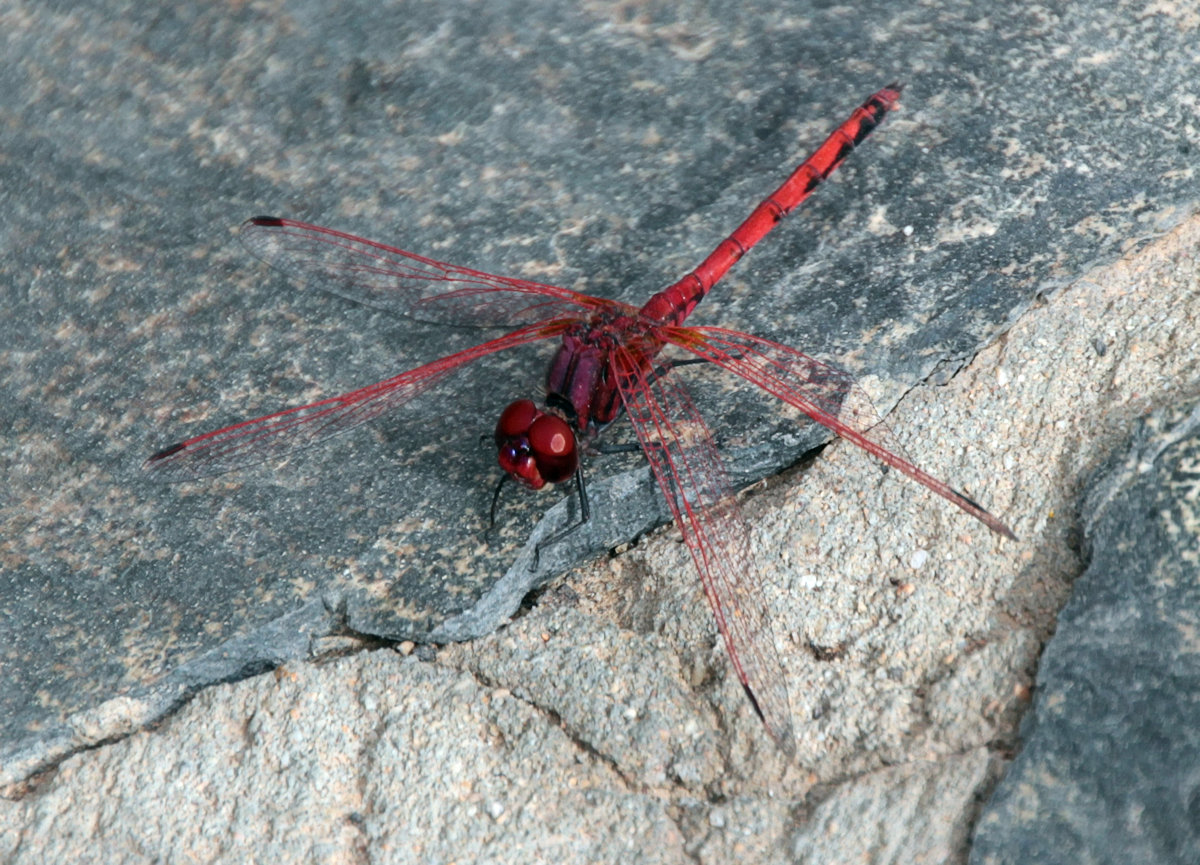
Rotader-Sonnenzeiger, Männchen

Die Libellen haben eine Länge von 32 bis 38 mm und eine Flügelspannweite von 4,6 bis 6,0 Zentimetern. Die Weibchen und junge Männchen dieser Segellibellenart sind gelblich-braun gefärbt, ausgewachsene Männchen leuchtend rot mit schwarzer Zeichnung, oft mit violetter Bereifung im Gesicht und an der Brust. Die Augen sind im unteren Bereich grau-blau gefärbt, die Beine schwarz. Die Flügelbasis ist bernsteinfarben, teilweise gibt es auch bernsteinfarbene Flecken auf den Flügeln.

## Lebensweise
Die Männchen sitzen meist im Röhricht am Ufer, sie jagen aus dem Ansitz und verteidigen ihr Revier gegen Artgenossen. Nach einem Streifzug kehren sie in der Regel an denselben Ort zurück. Die Paarung findet im Flug statt und dauert in der Regel nur wenige Sekunden, danach legen die Weibchen die Eier im Gewässer ab, indem sie wippend mit dem Hinterleib die Wasseroberfläche im Flug berühren. In Afrika fliegt die Art ganzjährig, in Europa von Mai bis Oktober. Die Larven sind etwa 13 mm lang mit einem eiförmigen Abdomen. Sie können nach Austrocknung des Gewässers im Schlamm überleben, weitere Einzelheiten der Lebensweise der Larven sind noch nicht erforscht. Die Unterscheidung zu den zahlreichen anderen Arten der Gattung Trithemis ist im Larvalstadium nur an wenigen Details, insbesondere an der Behaarung der Fangmaske und der Form des Dorns auf dem 6. Abdomensegment möglich, eine Unterscheidungsmöglichkeit zu Larven von T. donaldsoni ist nicht bekannt.

## Verbreitung
Der Rotader-Sonnenzeiger ist in Afrika, auf den Kanarischen Inseln und auf der arabischen Halbinsel weit verbreitet, der erste Nachweis in Europa gelang 2011 auf Kreta an einem Stausee bei Skourvoula. Die Art breitet sich, vermutlich aufgrund des Klimawandels, in den letzten Jahren im Mittelmeerraum aus, insbesondere von der Türkei aus westwärts. Der Rotader-Sonnenzeiger bevorzugt Flussabschnitte mit geringer Strömung, aber auch Tümpel, Gräben, Süßwassersümpfe und Stauseen, bevorzugt mit Röhricht am Ufer und sonnenexponierter Lage.